# Cahier (reliure)
Pour les articles homonymes, voir Cahier.
Dans la fabrication traditionnelle d'un document, manuscrit ou imprimé, constitué de plusieurs pages (livre, registre administratif...), un cahier est le résultat du pliage (et éventuellement de l'encartage) d'une feuille. Les différents cahiers sont ensuite destinés à être reliés pour constituer le livre définitif. La technique du cahier est née avec le développement de la forme codex. Utilisée avec le parchemin puis le papier pour la constitution de manuscrits, elle a été reprise et perfectionnée dans le monde de l'imprimerie. 
L'étymologie de ce mot vient du latin quaterni qui veut dire quatre, car à l'origine, les cahiers avaient quatre pages.

## Pliage et formats
Un cahier est issu d'une feuille de papier à plat destinée à être pliée. Dans la fabrication du manuscrit, le pliage précède l'écriture. Pour le livre imprimé, l'impression se fait avant le pliage : la feuille doit donc être conçue de sorte qu'à l'issue du pliage et de l'encartage le texte apparaisse dans l'ordre et dans le sens de la lecture, opération que l'on appelle l'imposition. Après le tirage, les feuilles sont pliées pour constituer le cahier. 
Les formats des livres sont définis par le nombre de pliages en partant de la feuille avant pliage. Dans l'impression de certains grands livres, il n'y a pas de pliage et la feuille reste à plat : ce format est appelé l’in-plano (un feuillet 2 pages) et on ne parle pas de cahier dans ce cas car il n'y a pas de pliage. 
Les autres formats tiennent compte du nombre de pliages : 
- la feuille est pliée en deux (1 pli), le format est appelé in-folio (in-fo ou in-2) et le résultat donne deux feuillets soit 4 pages.
- la feuille est pliée deux fois en deux (2 plis), le format est appelé in-quarto (in-4) et le résultat donne quatre feuillets soit 8 pages.
- la feuille est pliée trois fois en deux (3 plis), le format est appelé in-octavo (in-8) et le résultat donne huit feuillets soit 16 pages.
- la feuille est pliée quatre fois en deux (4 plis), le format est appelé in-16 et le résultat donne seize feuillets soit 32 pages.

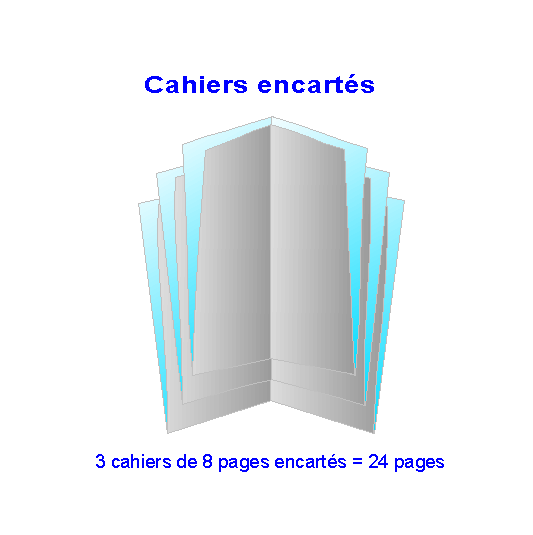
Les cahiers d'une brochure de plusieurs pages peuvent être encartés.

Les opérations suivantes peuvent varier suivant la destination du produit final. 
Après pliure les cahiers peuvent être encartés pour une piqure à cheval sur le pli avec du fil métallique agrafé (brochure, hebdomadaire).

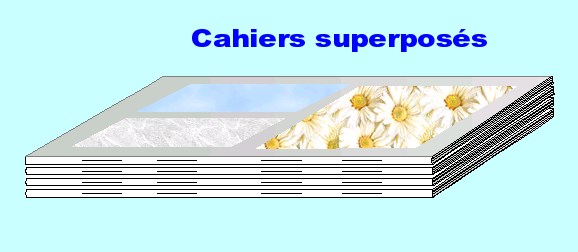
Les cahiers d'une brochure de plusieurs pages peuvent être superposés.

Pour des livres plus volumineux comme les dictionnaires, les cahiers superposés sont cousus sous reliure avec du fil végétal.

Le dos carré collé avant de poser la couverture.

Pour des documents courants comme un livre de poche, les cahiers sont fraisés et encollés au dos reliure sans couture, selon la technique du dos carré collé.

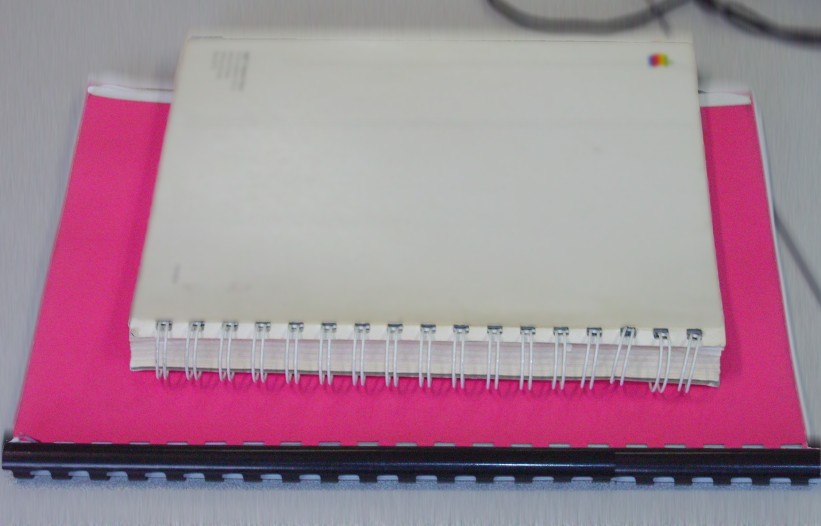
La reliure spirale utilisée pour assembler les feuillets individuels

S'il ne s'agit de produire que quelques exemplaires, l'assemblage des feuillets individuels peut se faire en reliure spirale.